# Legendy pomorskie
Legendy pomorskie – publikacja Ottona Knoopa, niemieckiego folklorysty, zawiera 307 podań, opowieści, bajek i legend z terenu 12 powiatów, zebranych w większości przez Ottona Knoopa w trakcie terenowych badań etnograficznych. Zbiór stanowi istotny dokument świadczący o kulturze dawnego Pomorza, która z powodu zmian etnicznych po II wojnie światowej uległa znacznym przekształceniom. 
Pierwsze wydanie ukazało się w Poznaniu w 1885 roku w języku niemieckim. Książka w języku  polskim została opublikowana dopiero w roku 2008 w tłumaczeniu Dariusza Kaczora i Izabeli Kowalskiej. Wydanie to zostało wyróżnione w konkursie Wydawnictw Literatury Pomorskiej na IX Kościerskich Targach Książki Kaszubskiej i Pomorskiej "Costerina 2008".

## Wydania polskie
- Otto Knoop: Legendy pomorskie, przekład: Dariusz Kaczor, Izabela Kowalska. Wydawnictwo Region, 2009, 2013.  ISBN 978-83-7591-314-9.